# Hil Kabashi

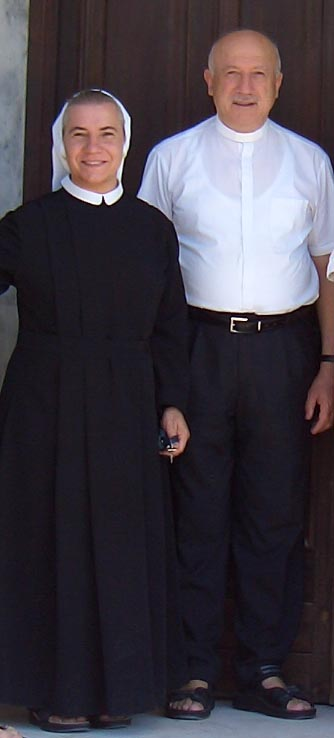
Hil Kabashi und seine Schwester Marta (2006)

Hil Kabashi (* 19. Februar 1941 in Caparce, damals Königreich Jugoslawien) ist römisch-katholischer Bischof. Von 1996 bis 2017 war er der Apostolische Administrator der Apostolischen Administratur Südalbanien.

## Leben
Hil Kabashi trat dem Franziskanerorden bei und verbrachte das Noviziat im Kloster Kraljeva Sutjeska in Bosnien. Er studierte Theologie in Sarajevo, wo er am 18. Mai 1969 die Priesterweihe empfing. Er war zuerst in der Pfarrseelsorge tätig, als Kaplan im bosnischen Bugojno und in Bihać sowie von 1971 bis 1976 in Gjakova in Kosovo. Ebendort war er von 1976 bis 1979 Pfarrer.
Vor seiner Berufung nach Albanien war Kabashi von 1984 bis 1997 in Stuttgart in der Albanischen Katholischen Mission für die Seelsorge der albanischen Emigranten zuständig. Während dieser Zeit übersetzte er zahlreiche Kirchenlieder aus dem Gotteslob ins Albanische. Diese fanden Eingang in das von ihm herausgegebene Gesangbuch für die südalbanische Administratur. Noch heute kommt er nach Deutschland, um junge albanische Katholiken zu firmen.
Papst Johannes Paul II. ernannte ihn am 3. Dezember 1996 zum Titularbischof von Turres in Byzacena und zum Apostolischen Administrator von Südalbanien. Die Bischofsweihe spendete ihm der Papst persönlich am 6. Januar des folgenden Jahres. Mitkonsekratoren waren die Kurienerzbischöfe Giovanni Battista Re und Miroslav Stefan Marusyn.
Als Bischof für den Süden Albaniens ließ sich Kabashi zunächst in Fier nieder, wo er 1999 für die Kirche einen großen Gebäudekomplex bauen ließ, der zunächst Flüchtlingen aus dem Kosovo als vorübergehende Heimstatt diente. Seit 2008 hat Kabashi seinen Amtssitz in der Hafenstadt Vlora. 
In der albanischen Bischofskonferenz ist Kabashi für Fragen der Liturgie zuständig. Die Albanische griechisch-katholische Kirche, die den byzantinischen Ritus pflegt, ist in Südalbanien beheimatet.
Im Oktober 2005 nahm Kabashi an der Bischofssynode in Rom teil.
Die Schwester des Bischofs, Hilda (geb. Marta) Kabashi, ist Ordensfrau und begleitete ihren Bruder, bis sie 2009 von ihrem Orden in den Kosovo zurückgerufen wurde. Heute arbeiten stattdessen slowakische Franziskanerinnen in der bischöflichen Residenz.
2017 wurde Giovanni Peragine Nachfolger von Hil Kabashi als Vorsteher der Administratur.